# Charles Landelle
Charles Zacharie  Landelle, född den 2 juni 1821 i Laval, död den 13 december 1908 i Chennevières-sur-Marne, var en fransk målare.
Landelle utförde väggmålningar i Saint-Sulpice, Hôtel de ville med flera byggnader i Paris, målade såväl religiösa ämnen – Den heliga jungfruns aning (1859, Luxembourgmuseet) – som salongslivet och även motiv från Mindre Asien och Afrika.
År 1855 tilldelades han hederslegionen.

## Galleri

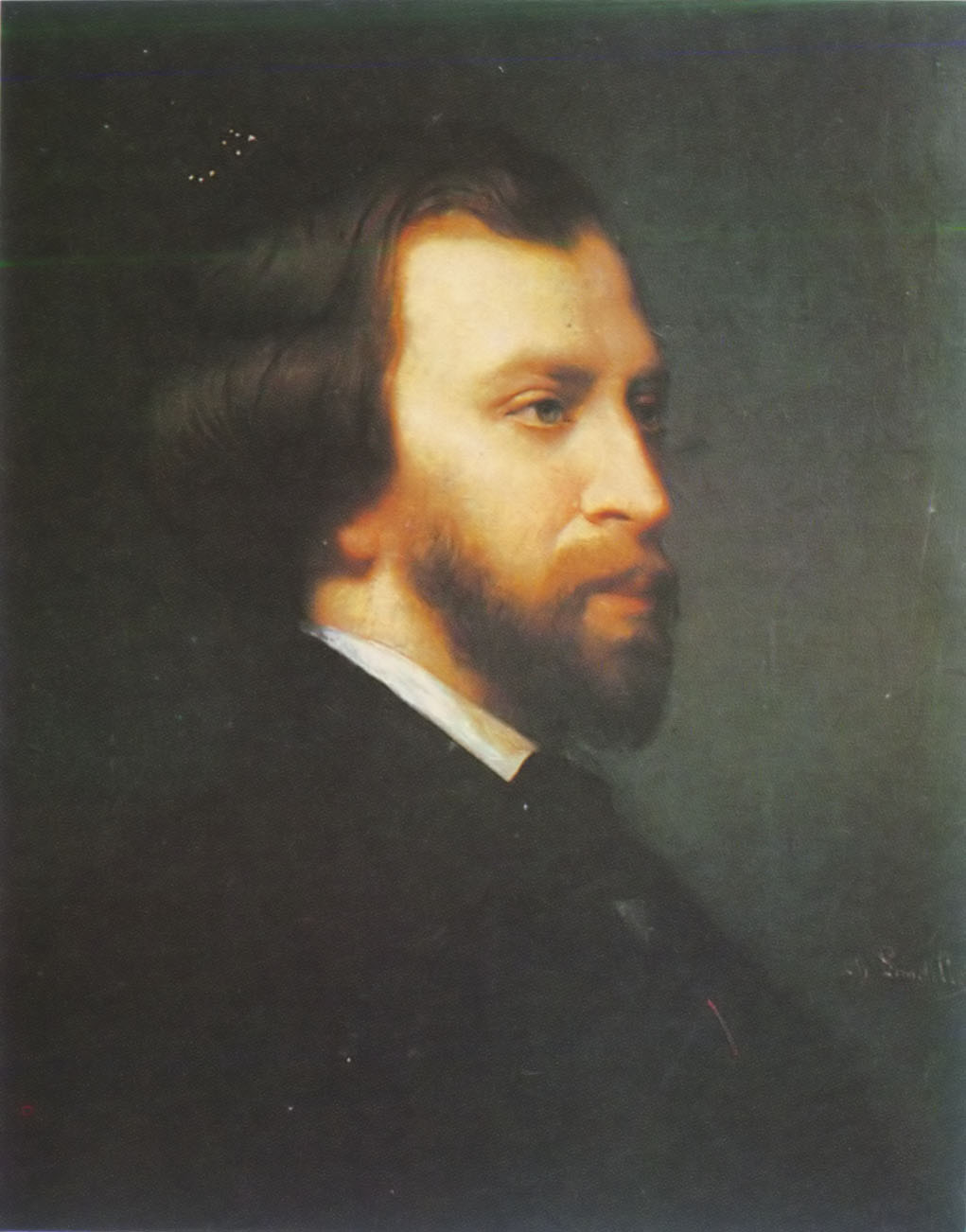
Porträtt av Alfred de Musset (1854)
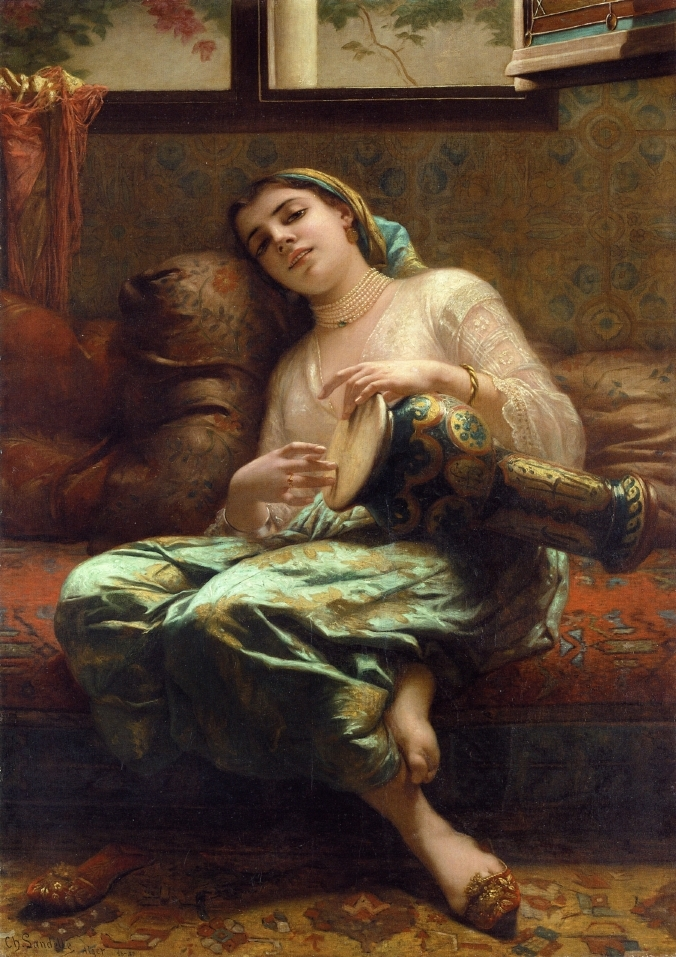
Algerisk kvinna spelar darbouka
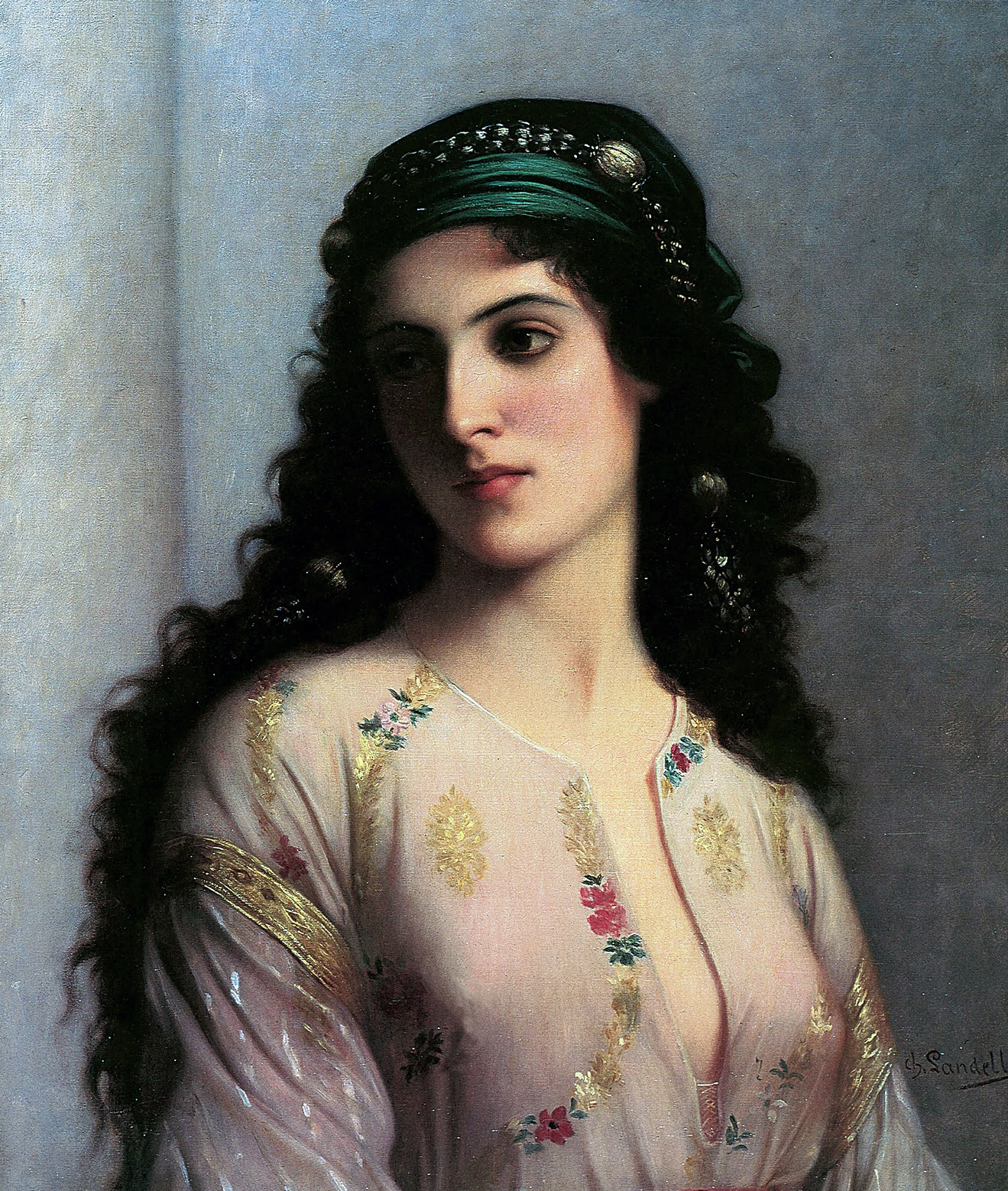
Juive de Tangier
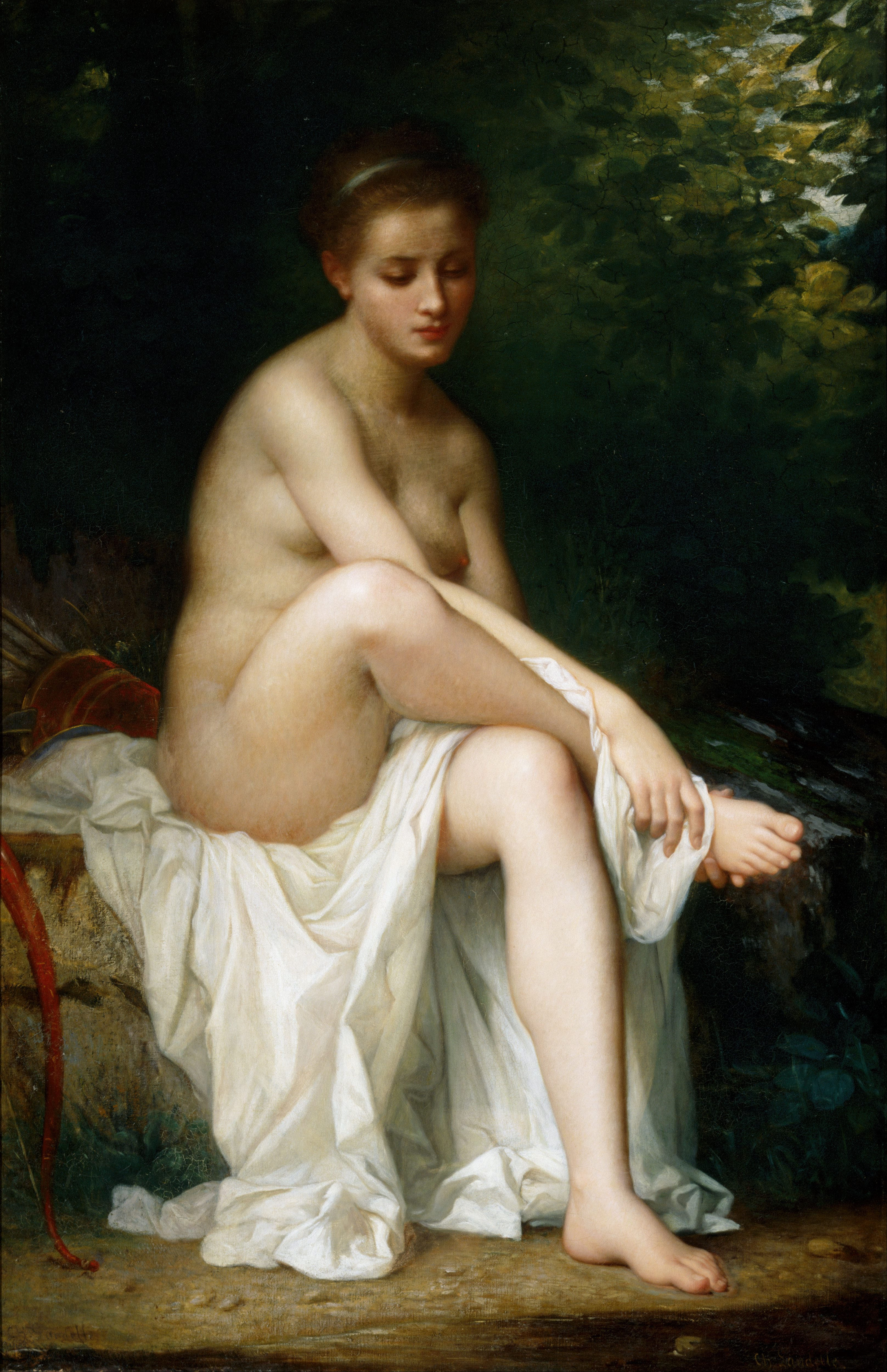
Ismenie, 1878
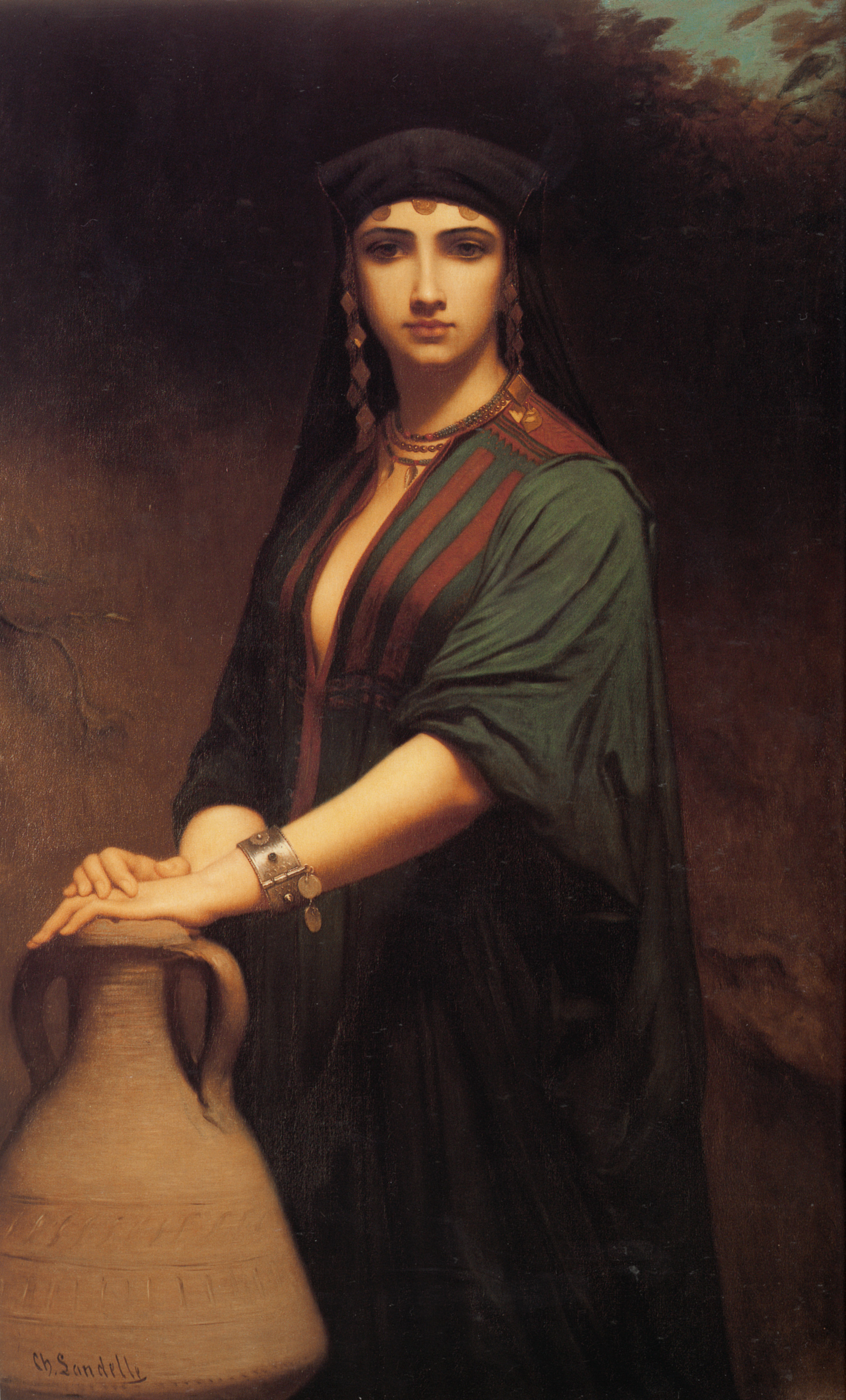
En fellah